# Бурибаев, Алан Аскарович
Алан Бурибаев (род. 30 мая 1979, Алма-Ата) — казахстанский дирижёр, победитель нескольких европейских конкурсов дирижёров, главный дирижёр и художественный руководитель Национального симфонического оркестра радио и телевидения Ирландии, приглашённый дирижёр Большого театра России, заслуженный деятель Республики Казахстан.

## Семья
Сын пианистки Шолпан Булатовны Жубановой и виолончелиста Аскара Бурибаева, правнук композитора Ахмета Жубанова и внучатый племянник композитора Газизы Жубановой, а также внук химика, академика АН КазССР Б. А. Жубанова. Имеет младшего брата.
С 2015 года женат, жена — Алтынай, пара имеет сына по имени Абай.
Любит читать произведения Абая, Чехова, Уайльда, Гашека. Много читает исторической и музыкальной литературы, биографии композиторов и книг об эпохе, в которой они жили.
В совершенстве владеет пятью языками: английским, французским, немецким, итальянским, греческим.
В 2016 году было снято два документальных фильма о Бурибаеве: «Кармен» и «Абай». Режиссёр — Е. Шинарбаев.

## Учёба
В 1997 году окончил Республиканскую среднюю специализированную музыкальную школу для одарённых детей им. К. Байсеитовой по классу скрипки, класс преподавателя Раисы Мусахаджаевой. Поступил в Алматинскую государственную консерваторию им. Курмангазы по двум специальностям — скрипки и оперно-симфоническому дирижированию, к педагогам Т. Абдрашеву, Н. Жарасову. Закончил консерваторию с отличием за три с половиной года. Затем продолжил своё обучение в Венском университете музыки и исполнительского искусства (педагог — профессор Урош Лайович).

## Карьера
В 1996 году семья Бурибаевых проживала в Греции, там юноша обучался игре на скрипке. Отец заинтересовал сына дирижёрским искусством. Так, на первом туре конкурса дирижёров им. А. Педротти 18-летний Алан встал за дирижёрский пульт. Под его управлением прозвучали неоклассический балет «Аполлон Мусагет» Стравинского и «Koncerto grosso» Генделя.
Алан первый казахский дирижёр, руководящий европейскими оркестрами. Так, с 2004—2007 годы, Алан Аскарович — главный дирижёр Симфонического оркестра Астаны, с которым успешно выступает в Берлине. В этот же период — Генеральный музыкальный директор Мейнингенской государственной оперы Южной Тюрингии (Германия).
На то время, как самый молодой дирижёр (25 лет) осуществил постановки опер:
«Сказки Гофмана» Ж. Оффенбаха, «Идоменей» и «Свадьба Фигаро» В. А. Моцарта, «Енуфа» Л. Яначека, «Вольный стрелок» К. М. фон Вебера, «Саломея» Р. Штрауса, «Мона Лиза» М. фон Шиллингса, «Трубадур» Дж. Верди, «Летучий голландец» Р. Вагнера.
С 2006—2011 годы главный дирижёр Симфонического оркестра города Норрчёпинга (Швеция) и параллельно главный дирижёр Брабантского оркестра (Нидерланды). С 2010 года музыкальный руководитель Национального симфонического оркестра Радио и Телевидения Ирландии (Дублин).
В своей практике регулярно сотрудничает с такими крупными филармоническими оркестрами: Дрезденским, Лондонским, Роттердамским оркестрами, оркестром города Осло, Немецким симфоническим оркестром (Берлин), Симфоническим оркестром города Бирмингема, Королевским симфоническим оркестром, Лейпцигским Гевандхауз, Мельбурнским симфоническим, Балтиморским симфоническим, Симфоническим оркестром Токио и др. Дирижировал оперой «Пиковая дама» П. Чайковского в Лионской Национальной опере.
Работал с Заслуженным коллективом России — оркестром Санкт-Петербургской филармонии, Национальным оркестром России, Приглашённым дирижёром Большого театра России и NHK (самым знаменитый оркестр Японии) Токио.
В репертуаре дирижёра практически все лучшие образцы мировой музыкальной литературы: произведения западно — европейских композиторов, русских, советских. Дирижируя за рубежом, Алан Аскарович всегда пропагандирует музыку казахских композиторов: Курмангазы, Абая, Л. Хамиди, А. и Г. Жубановых, М. Сагатова, Т. А. Бестыбаева в Голландии, Ирландии, Германии, Швеции, Японии, которые всегда вызывают живой интерес публики.
В 2012 году была осуществлена европейская премьера жемчужины казахской национальной оперы — «Абай» А. Жубанова и Л. Хамиди на сцене Государственной оперы Южной Тюрингии в новой редакции Бурибаева режиссёра Ансгара Хаас (Германия). Партия Абая была исполнена Дае Хее Шин (Южная Корея), остальные партии исполнил межконтинентальный состав солистов из стран Европы и Латинской Америки.
С 2015 года — главный дирижёр театра «Астана Опера» и параллельно главный приглашённый дирижёр симфонического оркестра города Осаки (Япония).
16 марта 2017 года в «Астана Опера» на сцене Большого зала была представлена грандиозная премьера «Симфонии Воскресения» Малера.

## Записи
- Франц Йозеф Гайдн. «Семь последних слов Спасителя на кресте» — Баварская камерная филармония, Германия;
- Произведения для симфонического оркестра композиторов Казахстана: Ахмета Жубанова, Латифа Хамиди, Газизы Жубановой, Еркегали Рахмадиева, Тлеса Кажгалиева, Адиля Бестыбаева — Симфонический оркестр Астанинской филармонии;
- Сергей Сергеевич Прокофьев. 1 и 2 Сюиты из балета «Ромео и Джульетта» — Брабантский симфонический оркестр, Голландия;
- Арам Ильич Хачатурян. Концерт для скрипки с оркестром, Сергей Ляпунов. Концерт для скрипки с оркестром, солистка Хидеко Удогава и Королевский филармонический оркестр, Лондон;
- Оркестровые истории и легенды. Национальный оркестр радио и телевидения Ирландии[5];
- Антонин Дворжак Концерт для скрипки с оркестром, Йозеф Сук Фантазия для скрипки с оркестром, Песнь любви — солистка Элдбьорг Хемсинг и Симфонический оркестр Антверпена[6]
- Дмитрий Дмитриевич Шостакович Концерт для скрипки с оркестром, номер один, Жорж Бизе-Франц Ваксман Фантазия на темы оперы Кармен — солистка Моне Хаттори, Немецкий симфонический оркестр, Берлин

## Награды и премии
- Заслуженный деятель Республики Казахстан
- 1999 — Международный конкурс дирижёров им. Ловро фон Матачича, Загреб, Хорватия — лауреат 1 премии[5]
- 2001 — Международный конкурс дирижёров им. Николая Малько — специальный приз, Копенгаген, Дания[5]
- 2001 — Международный конкурс дирижёров им. Антонио Педротти — лауреат 1 премии, Тренто, Италия[5]
- 2018 — Лауреат Государственной премии Республики Казахстан[7]
- 2021 — Орден «Курмет»[8]